# Ora o mai più (prima edizione)
La prima edizione di Ora o mai più è andata in onda in prima serata su Rai 1 dall'8 al 29 giugno 2018 con la conduzione di Amadeus per quattro puntate. La vincitrice è stata Lisa; seguono al secondo posto i Jalisse, mentre al terzo posto Massimo Di Cataldo. 

## Cast
| Concorrente        | Maestro          | Classifica           |
| ------------------ | ---------------- | -------------------- |
| Lisa               | Marco Masini     | Vincitrice           |
| Jalisse            | Michele Zarrillo | Secondi classificati |
| Massimo Di Cataldo | Patty Pravo      | Terzo classificato   |
| Marco Armani       | Red Canzian      | Quarto classificato  |
| Alessandro Canino  | Loredana Bertè   | Quinto classificato  |
| Francesca Alotta   | Fausto Leali     | Sesta classificata   |
| Stefano Sani       | Marcella Bella   | Settimo classificato |
| Valeria Rossi      | Orietta Berti    | Ottava classificata  |
| Donatella Milani   | Fausto Leali     | Ritirata             |

A partire dalla seconda puntata la cantante Donatella Milani viene sostituita da Francesca Alotta, in quanto la prima lascia il programma per motivi familiari.

## Dettaglio delle puntate
Legenda:

N/D Il Maestro non vota il suo allievo

M Voti ottenuti dai Maestri

P Voti ottenuti dal Pubblico presente in sala

M+P Somma dei voti dei Maestri e del Pubblico

# Classifica di puntata

     Vincitore di puntata

     Vincitore

### Prima puntata
Data: 8 giugno 2018
Prima manche: i cantanti concorrenti si presentano al pubblico riproponendo il loro più grande successo, ancora non accompagnati dai maestri a loro abbinati.
| Ordine d'uscita | Concorrente        | Cavallo di battaglia       |
| --------------- | ------------------ | -------------------------- |
| 1               | Marco Armani       | Tu dimmi un cuore ce l'hai |
| 2               | Jalisse            | Fiumi di parole            |
| 3               | Massimo Di Cataldo | Se adesso te ne vai        |
| 4               | Donatella Milani   | Volevo dirti               |
| 5               | Alessandro Canino  | Brutta                     |
| 6               | Valeria Rossi      | Tre parole                 |
| 7               | Stefano Sani       | Lisa                       |
| 8               | Lisa               | Sempre                     |

Seconda manche: i cantanti eseguono un duetto assieme ai maestri a loro abbinati
| Ordine d'uscita | Concorrente        | Maestro          | Duetto con maestro             | Voto Maestri | Voto Maestri   | Voto Maestri     | Voto Maestri | Voto Maestri | Voto Maestri   | Voto Maestri | Voto Maestri  | Voto Maestri | P  | M+P | # |
| Ordine d'uscita | Concorrente        | Maestro          | Duetto con maestro             | Fausto Leali | Loredana Bertè | Michele Zarrillo | Patty Pravo  | Red Canzian  | Marcella Bella | Marco Masini | Orietta Berti | M            | P  | M+P | # |
| --------------- | ------------------ | ---------------- | ------------------------------ | ------------ | -------------- | ---------------- | ------------ | ------------ | -------------- | ------------ | ------------- | ------------ | -- | --- | - |
| 1               | Marco Armani       | Red Canzian      | Noi due nel mondo e nell'anima | 6            | 6              | 6                | 3            | N.D.         | 8              | 6            | 8             | 43           | 29 | 72  | 5 |
| 2               | Jalisse            | Michele Zarrillo | Cinque giorni                  | 6            | 5              | N.D.             | 6            | 7            | 6              | 7            | 9             | 46           | 30 | 76  | 3 |
| 3               | Massimo Di Cataldo | Patty Pravo      | Pensiero stupendo              | 8            | 8              | 7                | N.D.         | 7            | 7              | 7            | 7             | 51           | 29 | 80  | 2 |
| 4               | Donatella Milani   | Fausto Leali     | A chi                          | N.D.         | 6              | 6                | 5            | 5            | 5              | 5            | 7             | 39           | 25 | 64  | 8 |
| 5               | Alessandro Canino  | Loredana Bertè   | Dedicato                       | 5            | N.D.           | 6                | 5            | 6            | 8              | 6            | 7             | 43           | 28 | 71  | 7 |
| 6               | Valeria Rossi      | Orietta Berti    | Io ti darò di più              | 5            | 7              | 8                | 6            | 6            | 6              | 7            | N.D.          | 45           | 27 | 72  | 5 |
| 7               | Stefano Sani       | Marcella Bella   | L'ultima poesia                | 8            | 7              | 6                | 6            | 6            | N.D.           | 6            | 6             | 45           | 28 | 73  | 4 |
| 8               | Lisa               | Marco Masini     | T'innamorerai                  | 9            | 8              | 7                | 7            | 6            | 6              | N.D.         | 7             | 50           | 33 | 83  | 1 |

### Seconda puntata
Data: 15 giugno 2018
Prima manche: i cantanti eseguono un duetto assieme ai maestri a loro abbinati.
| Ordine d'uscita | Concorrente        | Maestro          | Duetto con maestro            |
| --------------- | ------------------ | ---------------- | ----------------------------- |
| 1               | Francesca Alotta   | Fausto Leali     | Mi manchi                     |
| 2               | Massimo Di Cataldo | Patty Pravo      | Il paradiso                   |
| 3               | Marco Armani       | Red Canzian      | Uomini soli                   |
| 4               | Lisa               | Marco Masini     | Ci vorrebbe il mare           |
| 5               | Stefano Sani       | Marcella Bella   | Io domani                     |
| 6               | Alessandro Canino  | Loredana Bertè   | Il mare d'inverno             |
| 7               | Valeria Rossi      | Orietta Berti    | Quando l'amore diventa poesia |
| 8               | Jalisse            | Michele Zarrillo | La notte dei pensieri         |

Seconda manche: i cantanti eseguono una cover scelta per loro dai maestri che li accompagnano in un cameo.
| Ordine d'uscita | Concorrente        | Maestro          | Cover                | Voto Maestri | Voto Maestri   | Voto Maestri     | Voto Maestri | Voto Maestri | Voto Maestri   | Voto Maestri | Voto Maestri  | Voto Maestri | P  | M+P | # |
| Ordine d'uscita | Concorrente        | Maestro          | Cover                | Fausto Leali | Loredana Bertè | Michele Zarrillo | Patty Pravo  | Red Canzian  | Marcella Bella | Marco Masini | Orietta Berti | M            | P  | M+P | # |
| --------------- | ------------------ | ---------------- | -------------------- | ------------ | -------------- | ---------------- | ------------ | ------------ | -------------- | ------------ | ------------- | ------------ | -- | --- | - |
| 1               | Francesca Alotta   | Fausto Leali     | Non amarmi           | N.D.         | 7              | 7                | 9            | 7            | 7              | 7            | 7             | 51           | 30 | 81  | 4 |
| 2               | Massimo Di Cataldo | Patty Pravo      | Il mondo             | 8            | 7              | 6                | N.D.         | 6            | 6              | 6            | 7             | 46           | 32 | 78  | 5 |
| 3               | Lisa               | Marco Masini     | Cercami              | 8            | 8              | 8                | 7            | 7            | 8              | N.D.         | 7             | 53           | 32 | 85  | 1 |
| 4               | Marco Armani       | Red Canzian      | Yes I Know My Way    | 8            | 9              | 8                | 7            | N.D.         | 6              | 8            | 8             | 54           | 28 | 82  | 3 |
| 5               | Stefano Sani       | Marcella Bella   | Il regalo più grande | 7            | 8              | 7                | 6            | 7            | N.D.           | 7            | 6             | 48           | 28 | 76  | 7 |
| 6               | Alessandro Canino  | Loredana Bertè   | Diavolo in me        | 7            | N.D.           | 7                | 7            | 8            | 7              | 7            | 8             | 51           | 32 | 83  | 2 |
| 7               | Valeria Rossi      | Orietta Berti    | La notte             | 7            | 7              | 7                | 6            | 6            | 4              | 5            | N.D.          | 42           | 29 | 71  | 8 |
| 8               | Jalisse            | Michele Zarrillo | L'essenziale         | 8            | 9              | N.D.             | 6            | 6            | 6              | 6            | 7             | 48           | 30 | 78  | 5 |

### Terza puntata
Data: 22 giugno 2018
Prima manche: i cantanti eseguono un duetto assieme ai maestri a loro abbinati.
| Ordine d'uscita | Concorrente        | Maestro          | Duetto con maestro             |
| --------------- | ------------------ | ---------------- | ------------------------------ |
| 1               | Lisa               | Marco Masini     | Perché lo fai                  |
| 2               | Alessandro Canino  | Loredana Bertè   | In alto mare                   |
| 3               | Jalisse            | Michele Zarrillo | L'elefante e la farfalla       |
| 4               | Valeria Rossi      | Orietta Berti    | Via dei ciclamini              |
| 5               | Francesca Alotta   | Fausto Leali     | Ti lascerò                     |
| 6               | Stefano Sani       | Marcella Bella   | Senza un briciolo di testa     |
| 7               | Marco Armani       | Red Canzian      | Dammi solo un minuto           |
| 8               | Massimo Di Cataldo | Patty Pravo      | ...e dimmi che non vuoi morire |

Seconda manche: i cantanti eseguono una cover scelta per loro dai maestri che li accompagnano in un cameo.
| Ordine d'uscita | Concorrente        | Maestro          | Cover                    | Voto Maestri | Voto Maestri   | Voto Maestri     | Voto Maestri | Voto Maestri | Voto Maestri   | Voto Maestri | Voto Maestri  | Voto Maestri | P  | M+P | # |
| Ordine d'uscita | Concorrente        | Maestro          | Cover                    | Fausto Leali | Loredana Bertè | Michele Zarrillo | Patty Pravo  | Red Canzian  | Marcella Bella | Marco Masini | Orietta Berti | M            | P  | M+P | # |
| --------------- | ------------------ | ---------------- | ------------------------ | ------------ | -------------- | ---------------- | ------------ | ------------ | -------------- | ------------ | ------------- | ------------ | -- | --- | - |
| 1               | Lisa               | Marco Masini     | Gli uomini non cambiano  | 8            | 7              | 6                | 7            | 8            | 7              | N.D.         | 7             | 50           | 31 | 81  | 2 |
| 2               | Alessandro Canino  | Loredana Bertè   | Più bella cosa           | 7            | N.D.           | 8                | 7            | 7            | 7              | 6            | 6             | 48           | 27 | 75  | 6 |
| 3               | Jalisse            | Michele Zarrillo | Ti sento                 | 8            | 8              | N.D.             | 8            | 9            | 6              | 7            | 7             | 53           | 32 | 85  | 1 |
| 4               | Valeria Rossi      | Orietta Berti    | Sono bugiarda            | 6            | 5              | 7                | 5            | 7            | 6              | 7            | N.D.          | 43           | 24 | 67  | 8 |
| 5               | Francesca Alotta   | Fausto Leali     | E poi                    | N.D.         | 9              | 8                | 7            | 7            | 7              | 7            | 7             | 52           | 29 | 81  | 2 |
| 6               | Stefano Sani       | Marcella Bella   | Se io, se lei            | 6            | 9              | 6                | 6            | 8            | N.D.           | 7            | 6             | 48           | 26 | 74  | 7 |
| 7               | Marco Armani       | Red Canzian      | Storie di tutti i giorni | 7            | 6              | 7                | 7            | N.D.         | 8              | 6            | 7             | 48           | 29 | 77  | 4 |
| 8               | Massimo Di Cataldo | Patty Pravo      | Mi ritorni in mente      | 7            | 8              | 6                | N.D.         | 7            | 6              | 6            | 6             | 46           | 30 | 76  | 5 |

### Quarta puntata
Data: 29 giugno 2018
Prima manche: i cantanti eseguono un duetto assieme ai maestri a loro abbinati.
| Ordine d'uscita | Concorrente        | Maestro          | Duetto con maestro | Voto Maestri | Voto Maestri   | Voto Maestri     | Voto Maestri | Voto Maestri | Voto Maestri   | Voto Maestri | Voto Maestri  | Voto Maestri |
| Ordine d'uscita | Concorrente        | Maestro          | Duetto con maestro | Fausto Leali | Loredana Bertè | Michele Zarrillo | Patty Pravo  | Red Canzian  | Marcella Bella | Marco Masini | Orietta Berti | M            |
| --------------- | ------------------ | ---------------- | ------------------ | ------------ | -------------- | ---------------- | ------------ | ------------ | -------------- | ------------ | ------------- | ------------ |
| 1               | Valeria Rossi      | Orietta Berti    | Tu sei quello      | 7            | 6              | 7                | 6            | 7            | 5              | 7            | N.D.          | 45           |
| 2               | Stefano Sani       | Marcella Bella   | Montagne verdi     | 8            | 7              | 7                | 8            | 8            | N.D.           | 8            | 6             | 52           |
| 3               | Francesca Alotta   | Fausto Leali     | Io camminerò       | N.D.         | 8              | 9                | 6            | 8            | 7              | 8            | 8             | 55           |
| 4               | Alessandro Canino  | Loredana Bertè   | E la luna bussò    | 8            | N.D.           | 8                | 7            | 8            | 7              | 8            | 8             | 54           |
| 5               | Marco Armani       | Red Canzian      | Pierre             | 9            | 8              | 8                | 7            | N.D.         | 8              | 7            | 7             | 54           |
| 6               | Massimo Di Cataldo | Patty Pravo      | Pazza idea         | 7            | 7              | 6                | N.D.         | 7            | 7              | 7            | 7             | 48           |
| 7               | Jalisse            | Michele Zarrillo | Una rosa blu       | 8            | 7              | N.D.             | 6            | 7            | 6              | 7            | 8             | 49           |
| 8               | Lisa               | Marco Masini     | Disperato          | 8            | 8              | 8                | 8            | 9            | 9              | N.D.         | 9             | 59           |

Seconda manche: i cantanti eseguono un inedito.
| Ordine d'uscita | Concorrente        | Inedito                   | Voto Maestri | Voto Maestri   | Voto Maestri     | Voto Maestri | Voto Maestri | Voto Maestri   | Voto Maestri | Voto Maestri  | Voto Maestri |
| Ordine d'uscita | Concorrente        | Inedito                   | Fausto Leali | Loredana Bertè | Michele Zarrillo | Patty Pravo  | Red Canzian  | Marcella Bella | Marco Masini | Orietta Berti | M            |
| --------------- | ------------------ | ------------------------- | ------------ | -------------- | ---------------- | ------------ | ------------ | -------------- | ------------ | ------------- | ------------ |
| 1               | Valeria Rossi      | La gente non parla        | 7            | 6              | 7                | 6            | 6            | 6              | 6            | N.D.          | 44           |
| 2               | Stefano Sani       | Liberi di vivere          | 8            | 7              | 7                | 7            | 8            | N.D.           | 8            | 7             | 52           |
| 3               | Francesca Alotta   | Ti dirò                   | N.D.         | 6              | 7                | 6            | 7            | 6              | 6            | 7             | 45           |
| 4               | Alessandro Canino  | Il nostro amore perfetto  | 7            | N.D.           | 7                | 6            | 7            | 7              | 7            | 7             | 48           |
| 5               | Marco Armani       | Non ho tempo              | 7            | 7              | 7                | 8            | N.D.         | 8              | 8            | 8             | 53           |
| 6               | Massimo Di Cataldo | Ci credi ancora all'amore | 8            | 7              | 8                | N.D.         | 8            | 8              | 8            | 9             | 56           |
| 7               | Jalisse            | Ora                       | 8            | 9              | N.D.             | 7            | 7            | 7              | 7            | 9             | 54           |
| 8               | Lisa               | C'era una volta           | 8            | 6              | 7                | 8            | 6            | 9              | N.D.         | 9             | 53           |

## Classifica generale
| Concorrente        | Maestro          | Puntata 1   | Puntata 1   | Puntata 1   | Puntata 1   | Puntata 2 | Puntata 2 | Puntata 2 | Puntata 2 | Puntata 3 | Puntata 3 | Puntata 3 | Puntata 3 | Puntata 4 | Puntata 4 | Puntata 4 | Puntata 4 | Totale   | Classifica |
| Concorrente        | Maestro          | M           | P           | M+P         | #           | M         | P         | M+P       | #         | M         | P         | M+P       | #         | M         | P         | M+P       | #         | Totale   | Classifica |
| ------------------ | ---------------- | ----------- | ----------- | ----------- | ----------- | --------- | --------- | --------- | --------- | --------- | --------- | --------- | --------- | --------- | --------- | --------- | --------- | -------- | ---------- |
| Lisa               | Marco Masini     | 50          | 33          | 83          | 1           | 53        | 32        | 85        | 1         | 50        | 31        | 81        | 2         | 112       | 55        | 167       | 1         | 416      | 1          |
| Jalisse            | Michele Zarrillo | 46          | 30          | 76          | 3           | 48        | 30        | 78        | 5         | 53        | 32        | 85        | 1         | 103       | 61        | 164       | 2         | 403      | 2          |
| Massimo Di Cataldo | Patty Pravo      | 51          | 29          | 80          | 2           | 46        | 32        | 78        | 5         | 46        | 30        | 76        | 5         | 104       | 59        | 163       | 3         | 397      | 3          |
| Marco Armani       | Red Canzian      | 43          | 29          | 72          | 5           | 54        | 28        | 82        | 3         | 48        | 29        | 77        | 4         | 107       | 51        | 158       | 4         | 389      | 4          |
| Alessandro Canino  | Loredana Bertè   | 43          | 28          | 71          | 7           | 51        | 32        | 83        | 2         | 48        | 27        | 75        | 6         | 102       | 55        | 157       | 6         | 386      | 5          |
| Francesca Alotta   | Fausto Leali     | Non in gara | Non in gara | Non in gara | Non in gara | 51        | 30        | 81        | 4         | 52        | 29        | 81        | 2         | 100       | 57        | 157       | 6         | 383      | 6          |
| Stefano Sani       | Marcella Bella   | 45          | 28          | 73          | 4           | 48        | 28        | 76        | 7         | 48        | 26        | 74        | 7         | 104       | 51        | 155       | 7         | 378      | 7          |
| Valeria Rossi      | Orietta Berti    | 45          | 27          | 72          | 5           | 42        | 29        | 71        | 8         | 43        | 24        | 67        | 8         | 89        | 42        | 131       | 8         | 341      | 8          |
| Donatella Milani   | Fausto Leali     | 39          | 25          | 64          | 8           | RITIRATA  | RITIRATA  | RITIRATA  | RITIRATA  | RITIRATA  | RITIRATA  | RITIRATA  | RITIRATA  | RITIRATA  | RITIRATA  | RITIRATA  | RITIRATA  | RITIRATA | RITIRATA   |

Legenda:
M Voti ottenuti dai Maestri

P Voti ottenuti dal Pubblico presente in sala

M+P Somma dei voti dei Maestri e del Pubblico

# Classifica di puntata

     Vincitore di puntata

     Vincitore

### Voto dei maestri
| Concorrente        | Maestro          | Voto maestri | Voto maestri   | Voto maestri     | Voto maestri | Voto maestri | Voto maestri   | Voto maestri | Voto maestri  | Voto maestri |
| Concorrente        | Maestro          | Fausto Leali | Loredana Bertè | Michele Zarrillo | Patty Pravo  | Red Canzian  | Marcella Bella | Marco Masini | Orietta Berti | M            |
| ------------------ | ---------------- | ------------ | -------------- | ---------------- | ------------ | ------------ | -------------- | ------------ | ------------- | ------------ |
| Lisa               | Marco Masini     | 41           | 37             | 36               | 37           | 36           | 39             | N.D.         | 39            | 265          |
| Marco Armani       | Red Canzian      | 37           | 36             | 36               | 32           | N.D.         | 38             | 35           | 38            | 252          |
| Jalisse            | Michele Zarrillo | 38           | 38             | N.D.             | 33           | 36           | 31             | 34           | 40            | 250          |
| Massimo Di Cataldo | Patty Pravo      | 38           | 37             | 33               | N.D.         | 35           | 34             | 34           | 36            | 247          |
| Stefano Sani       | Marcella Bella   | 37           | 38             | 33               | 33           | 37           | N.D.           | 36           | 31            | 245          |
| Alessandro Canino  | Loredana Bertè   | 34           | N.D.           | 36               | 32           | 36           | 36             | 34           | 36            | 244          |
| Francesca Alotta   | Fausto Leali     | N.D.         | 36             | 37               | 33           | 34           | 32             | 34           | 36            | 242          |
| Valeria Rossi      | Orietta Berti    | 32           | 31             | 36               | 29           | 32           | 27             | 32           | N.D.          | 219          |

### Voto del pubblico in studio
| Concorrente        | Maestro          | Voto Pubblico |
| ------------------ | ---------------- | ------------- |
| Jalisse            | Michele Zarrillo | 153           |
| Lisa               | Marco Masini     | 151           |
| Massimo Di Cataldo | Patty Pravo      | 150           |
| Alessandro Canino  | Loredana Bertè   | 142           |
| Francesca Alotta   | Fausto Leali     | 141           |
| Marco Armani       | Red Canzian      | 137           |
| Stefano Sani       | Marcella Bella   | 133           |
| Valeria Rossi      | Orietta Berti    | 122           |

## Ascolti
| Puntata | Messa in onda  | Telespettatori | Share |
| ------- | -------------- | -------------- | ----- |
| 1       | 8 giugno 2018  | 4 730 000      | 25%   |
| 2       | 15 giugno 2018 | 3 709 000      | 20,7% |
| 3       | 22 giugno 2018 | 3 272 000      | 20,1% |
| 4       | 29 giugno 2018 | 3 355 000      | 20,6% |
| Media   | Media          | 3 767 000      | 21,6% |